# Кубе
Кубе, купола је зидани простор изнад једног квадратног, четвороугаоног простора који је покривен калотом која има полулоптаст облик.
Прелаз из квадрата у круг се постиже у четири угла пандантифима који су изум у византијској архитектури. Највеће куполе у историји архитектуре старог века су имали Пантеон, базилика Светог Петра у Риму и Аја Софија у Цариграду.